# Валентина Нафорніце
Валентина Нафорніце (рум. Valentina Naforniță; нар. 10 червня 1987, с . Кухнешть, Глоденський район, Молдавська РСР), — європейська оперна співачка (сопрано) молдовського походження.

## Біографія
Закінчила музичне училище імені Штефана Няги у Кишиневі (2006), потім Бухарестський національний університет музики. Карьєру співачки почала в Національному румунському театрі опери і балету (Бухарест).
Перемогла на багатьох міжнародних вокальних змаганнях, включно перемогу на найпрестижнішому конкурсі «Кардіффські голоси», де вона стала наймолодшою переможницею в історії конкурсу і отримала не тільки головний приз, але й нагороду глядачів «Dame Joan Sutherland Audience Prize» і стала фіналістом у премії «Lied-Prize».
Продовжила музичну кар'єру у міланському театрі Ла Скала, Зальцбурзькому фестивалюі, Театрі на Єлисейських полях, операх Амстердама, Едінбурга, в Німецькій державній опері у Берліні, Баварській державній опери в Мюнхені та в Китаї.
З восені 2011 Нафорніце має почесне звання «Член ансамблю Віденської державної опери».

## Репертуар
Нафорніце співає партії Іоланти в Паризькій опері, Фіорділігі в Лозанні, Адіни в Опері Бастилії. Співає також арії Сусанна, Сервілія, Зерліна, Джильди, Оскар, Лізи, Клорінди, Мюсетти, Юний пастуха, Памінаи, Адіни, Норіни, Наджаде, Марцелліни, Голос Неба, Мусетта і Ельфа (опера «Русалка»).

## Приватне життя
Чоловік — оперний співак (баритон) Міхаіл Доготарі (Mihail Dogotari). Подружжя мешкає у Відні.